# Carmelo Marchese Ragona

Carmelo Marchese Ragona nel 1934

Carmelo Marchese Ragona (Canicattì, 22 giugno 1903 – Canicattì, 16 maggio 1970) è stato un funzionario e dirigente sportivo italiano, fondatore e primo presidente dell'Associazione Sportiva Canicattì.

## Biografia
Carmelo Marchese Ragona, discendente di un'antica famiglia di Canicattì, dopo aver conseguito il diploma di ragioneria fece una breve esperienza come imprenditore e successivamente entrò nell'organico del Comune, di cui poi divenne funzionario. Uomo di grande iniziativa, in un periodo in cui lo sport anche dilettantistico non aveva facile diffusione in Sicilia, decise nel 1928 di fondare la squadra di calcio Associazione Sportiva Canicattì, di cui fu il primo presidente mentre ad essa prendevano parte come calciatori i fratelli Vincenzo (poi presidente anch'esso) e Giuseppe.
Il 5 maggio 1929 fondò l'Accademia degli Ignoranti, sempre con sede a Canicattì, in scherzosa e ironica antitesi con l'Accademia del Parnaso. Il suo stemma era un'oca (in realtà un'anatra) accovacciata. Condizione basilare per l'appartenenza all'Accademia degli Ignoranti, infatti, era la rinuncia a qualunque titolo onorifico, accademico o nobiliare, e in particolare il divieto di frequentare persone colte o intelligenti, pena l'immediata espulsione. Nella sua storia, l'Accademia poté vantare tra i soci anche il poeta dialettale canicattinese Peppi Paci, che nel 1934 regalò come ringraziamento al Marchese Ragona una copia del suo volume "La scecca di Patri Decu e autri poesii" (L'asina di Padre Diego e altre poesie) scrivendo "All'amico Carmelo Marchese Ragona della consorella Accademia degli Ignoranti".
Nel 1934, inserendosi con vigore nelle polemiche sul nome della città di Canicattì, promosse con successo una petizione popolare verso il Prefetto di Agrigento Luigi Passerini per impedire che il nome "Canicattì" venisse cambiato in Palmeria (dal nome della famiglia nobile Palmeri, da cui erano provenuti alcuni feudatari dominanti sulla città).
Durante il Ventennio fu simpatizzante dell'ideologia fascista, dalla quale si dissociò dopo l'emanazione delle leggi razziali fasciste, dedicandosi interamente al lavoro e alla numerosa famiglia: rimasto vedovo, accudì da solo i sette figli.
Nel 2009 il Comune di Canicattì gli ha intitolato una via cittadina.